# Tramwaje w Bellavista
Tramwaje w Bellavista − zlikwidowany system komunikacji w szwajcarskim mieście Bellavista. 

## Historia
Powodem budowy linii tramwaju konnego w Bellavista była chęć transportu pasażerów ze stacji kolejowej do hotelu "Monte Generoso". Linię tramwajową o długości 400 m i rozstawie szyn wynoszącym 600 mm zbudował, a od 1 września 1891 także eksploatował hotel. Linię tramwajową zamknięto w 1938. Na linii nie było przystanków pośrednich. 

## Linia
- Bellavista Station − Hotel "Monte Generoso"

## Tabor
W eksploatacji znajdował się jeden wagon, który mógł pomieścić 12 pasażerów:
| Typ | Rok produkcji | Liczba egzemplarzy/numery | Długość | Waga   | Uwagi |
| --- | ------------- | ------------------------- | ------- | ------ | ----- |
| C   | 1891          | 1/ bez nr                 | 4,1 m   | 1 tona | -     |